# Bouquetot
Bouquetot é uma comuna francesa na região administrativa da Normandia, no departamento de Eure. Estende-se por uma área de 13,02 km². Em 2010 a comuna tinha 1 063 habitantes (densidade: 81,6 hab./km²).